# C/1556 D1
C/1556 D1 è una cometa non periodica che poté essere vista ad occhio nudo nel 1556 quando arrivò, al suo perielio, a una distanza di circa 73,4 milioni di chilometri, ossia circa 0,491 au, dal Sole. A causa della sua eccezionale luminosità, è annoverata tra le "Grandi Comete" ed è spesso indicata come "Grande cometa del 1556".

## Osservazione
C/1556 D1 fu avvistata per la prima volta nel cielo serale il 27 febbraio 1556 dal matematico e astronomo tedesco Joachim Heller, il quale rimase incerto della sua scoperta fino a che il 3 marzo, una volta giunto a Norimberga, non venne a sapere che la cometa era stata vista anche da lì. Avvistamenti indipendenti furono comunque effettuati anche in Asia, quando la cometa fu osservata in Cina e Corea, il 1º marzo, e in Giappone, due giorni dopo, e in America Centrale, quando, il 5 marzo fu avvistata dagli aztechi nei cieli messicani.
Nel corso della prima settimana di marzo le osservazioni si susseguirono in tutta Europa, quando la chioma della cometa sembrava avere, secondo quanto riportato da una cronaca di Augusta, un diametro pari alla metà di quello della Luna, mentre la coda era come "la fiamma di una torcia mossa dal vento". Tra i vari osservatori, il medico e astronomo fiammingo Cornelius Gemma riferì, nella descrizione della cometa data nella sua opera De Nature Divinis Characterismis del 1575, che la chioma dell'astro brillava come Giove e che il suo colore era quello di Marte, ma che il colore rossastro andava gradualmente sbiadendo.

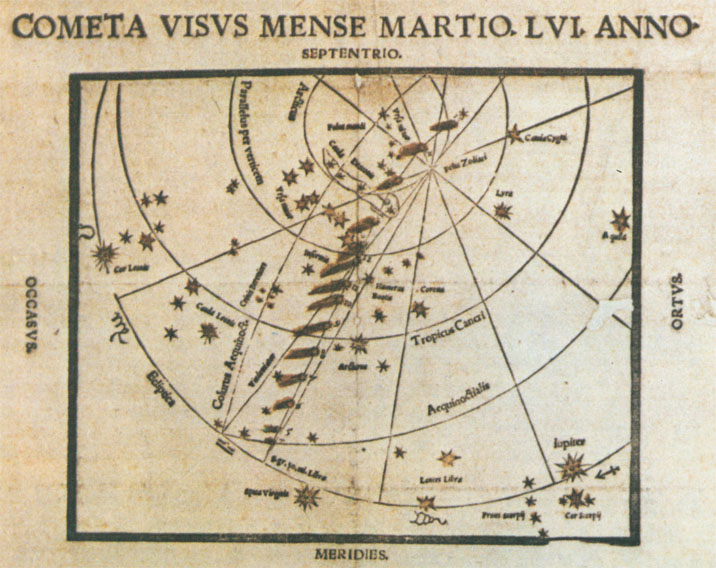
La mappa redatta da Paul Fabricius.

Paul Fabricius, matematico e medico alla corte dell'imperatore Carlo V d'Asburgo, a Vienna, descrisse e mappò il percorso della cometa nei cieli austriaci dal 4 al 15 marzo, redigendo una mappa minuziosamente descritta che verrà smarrita per i successivi tre secoli. Una cronaca genovese di Pietro Bizzarri riporta che la cometa rimase visibile per 12 giorni a partire dal 4 aprile e che la sua coda, la cui lunghezza si ritiene abbia raggiunto i 5 gradi d'arco nella seconda metà d'aprile, prima diretta a est, si era spostata verso sud una volta che il movimento della cometa si era diretto verso nord.
Il 19 aprile, in Corea fu osservata una diminuzione delle dimensioni della cometa e della sua luminosità. Infine, C/1556 D1 fu osservata per l'ultima volta in Cina nel cielo mattutino del 10 maggio.
Come spesso accadde, il passaggio della cometa e la sua lunga coda furono associati dall'opinione pubblica del tempo a diversi tipi di disgrazie, dalla siccità alle pestilenze, e atti di guerra. Molti studiosi diedero interpretazioni astrologiche che lasciavano presagire l'avvicinarsi della fine del mondo, e l'opinione della fiorente borghesia di allora fu spesso traviata da scritti pseudoscientifici in cui la cometa era dipinta come la causa di ogni sorta di catastrofi, tra cui un terremoto che colpì Costantinopoli il 10 maggio di quell'anno e persino un altro che aveva colpito l'Italia, e in particolare la Val Seriana, l'anno precedente agli avvistamenti. Tuttavia, il passaggio di C/1556 D1 potrebbe essere stato effettivamente significativo per il destino dell'Europa, infatti, come riferiscono diversi cronisti, pare che l'imperatore Carlo V fosse stato talmente spaventato dal passaggio della cometa da esclamare: "His ergo indiciis me mea fata vocant" (in latino: "Dunque con questi segni il mio destino mi chiama"). Pochi mesi dopo, egli cedette la corona imperiale al fratello Ferdinando, avendo già precedentemente rinunciato alla corona di Spagna in favore del figlio Filippo. Naturalmente non è dato sapere se, all'epoca del passaggio della cometa, l'imperatore fosse già convinto di abdicare né se quanto riportato dai cronisti non sia in realtà stato dettato dalla volontà di associare un "segno celeste" a un evento epocale quale fu l'abdicazione dell'imperatore, tuttavia è suggestivo pensare che il passaggio di C/1556 D1 potrebbe aver prodotto effetti psicologici a livelli così alti da poter impattare sull'intera storia mondiale.

## Orbita
Alcuni astronomi del diciottesimo secolo, tra i quali Edmond Halley, tentarono per la prima volta di dedurre i parametri orbitali di questa cometa dalle osservazioni di Fabricius (sebbene, come detto, non fossero le osservazioni originali, al tempo ancora smarrite) e di altri, tuttavia le informazioni a loro disposizione erano alquanto imprecise e i loro sforzi produssero solo risultati piuttosto incerti. Verso la metà del 1700, Richard Dunthorne e Alexandre Guy Pingré giunsero indipendentemente a risultati che indicavano che il passaggio della cometa del 1556 avrebbe potuto essere un ritorno della Grande Cometa del 1264 (C/1264 N1). La cometa avrebbe quindi avuto un periodo orbitale di circa 292 anni e un altro suo passaggio avrebbe dovuto verificarsi nel 1848. Tale teoria fu ampiamente discussa all'epoca, tuttavia, nel 1848 (e negli anni immediatamente precedenti e successivi), quando tale opinione era sostenuta anche da astronomi del calibro di John Russell Hind, a cui si contrapponeva una fronda guidata da Martin Hoek, non apparve nessuna grande cometa. A porre termine alla questione fu, nella seconda metà degli anni 1850, l'astronomo francese Benjamin Valz, il quale effettuò un ricalcolo di tre orbite alternative per la cometa C/1264 N1 dimostrando che l'imprecisione presente in ognuna di queste tre era semplicemente troppo grande per poter giungere a una conclusione certa.
Nel 1856, esattamente trecento anni dopo l'apparizione della cometa, l'astronomo austriaco Karl Ludwig von Littrow riuscì a trovare, in un archivio viennese, la mappa originale di Fabricius in un formato molto più grande e dettagliato di quello fino ad allora noto. Nella sua ricerca di documenti riguardanti la cometa, von Littrow scoprì anche un'opera fino ad allora del tutto sconosciuta di Joachim Heller, in cui l'astronomo di Norimberga aveva registrato informazioni estremamente dettagliate e precise sulla posizione della cometa da lui calcolate nel corso di osservazioni quasi quotidiane.
Grazie a tali dati, Martin Hoek riuscì a migliorare molto i parametri orbitali calcolati da Halley e dagli altri nel secolo precedente, dimostrando come l'identità delle comete del 1264 e del 1556 fosse piuttosto improbabile. Considerando comunque che nei secoli successivi non è più ricomparsa una cometa avente gli stessi parametri orbitali di C/1556 D1, è possibile concludere che molto probabilmente i calcoli giusti fossero proprio quelli di Hoek.
Hoek fu comunque in grado di determinare, sulla base di 36 osservazioni in 52 giorni, solo un'orbita parabolica incerta per la cometa, che si ritiene fosse inclinata di circa 33° rispetto all'eclittica. La cometa passò probabilmente dal suo perielio il 22 aprile 1556, quando si trovava a circa 73,4 milioni di chilometri dal Sole, tra le orbite di Mercurio e Venere. Il 12 marzo, C/1556 D1 raggiunse probabilmente il suo punto di maggior vicinanza alla Terra, quando passò a 12,5 milioni di chilometri (circa 0,084 unità astronomiche) dal nostro pianeta, arrivando a una magnitudine apparente pari a -2. Per quanto riguarda i pianeti più esterni, attorno al 26 marzo la cometa passò a circa 4,75 au da Giove mentre, nell'agosto/settembre 1533, passò a circa 5,5 au da Saturno.
A causa dei dati iniziali incerti, non è possibile affermare se, ed eventualmente quando, la cometa potrebbe tornare nel sistema solare interno.